# Mesocallis
Mesocallis  (лат.) — род тлей из подсемейства Calaphidinae (Panaphidini). Восточная и Юго-Восточная Азия, Сибирь.

## Описание
Мелкие насекомые, длина около 1 мм.
Ассоциированы с растениями Betulaceae (Alnus, Betula, Corylus, Carpinus, Ostrya). Близок к тлям рода Pterocallis. Диплоидный набор хромосом 2n=10.
- Подрод Mesocallis (= Neocallis, =Nippochaitophorus Takahashi, 1961)
  - Mesocallis alnicola Ghosh
  - Mesocallis fagicola Matsumura
  - Mesocallis obtusirostris Ghosh
  - Mesocallis pteleae Matsumura
  - Mesocallis sawashibae (Matsumura, 1917)[2]
  - Mesocallis taoi Quednau, 2003
- Подрод Paratinocallis Higuchi, 1972
  - Mesocallis corylicola (Higuchi, 1972)
  - Mesocallis yunnanensis (Zhang, 1985)